# 長与町

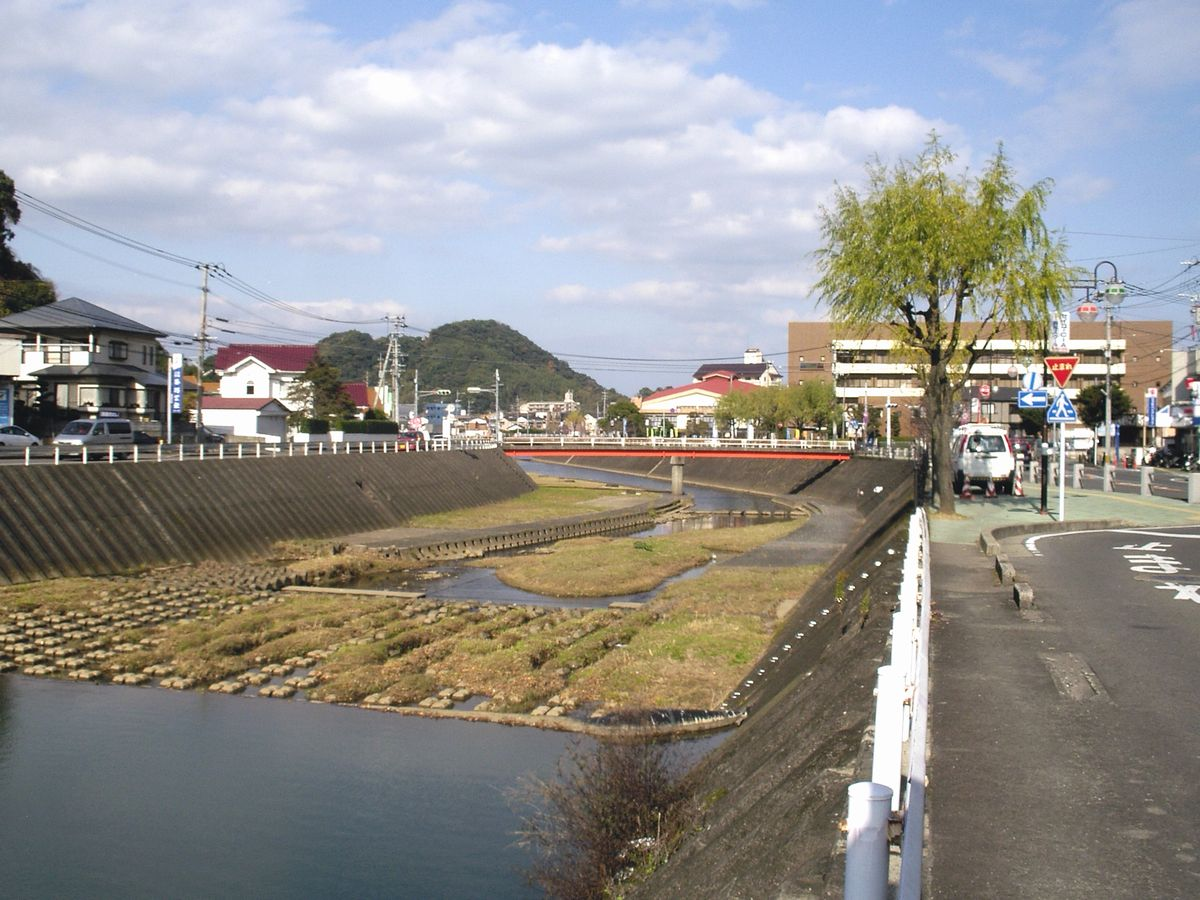
長与川下流・長与町役場前

長与町（ながよちょう）は、長崎県の町。西彼杵郡に属し、長崎市中心部から北東約10kmに位置する。

## 地理
長崎県中央部の大村湾南岸を町域とし、西に時津町、南に長崎市、東に諫早市と接する。大村湾に浮かぶ島では、崎野の鼻に近い清水島、および堂崎の沖3kmの二島も町域に含まれるが、どちらも無人島である。
町の中央部に長与川が流れ、その流域に住宅地や田畑が多い。周辺部は丘陵地で、特に東側は標高451.4mの琴ノ尾岳を中心とする300-400m級の丘陵地（丸田岳 (333m)、稗の岳 (294m)、猪見岳 (363.5m)）が連なる。南部や西部の丘陵地は東部ほどの高さはなく、長崎市北部や時津町東部と連続した住宅密集地となっている。南部では長崎市との境を縫うように浦上川支流の大井手川が流れる。
丘陵地にミカン畑、川沿いに水田が広がる農業が盛んな地域だったが、長崎市の都市圏拡大によって1960年代の高度経済成長期の頃より長与川下流部で都市化が進んだ。さらに1980年代からは町内の南部地域と西部地域の丘陵地にも都市化の波が及んだ。長与ニュータウン・南陽台・青葉台・サニータウン・まなび野・緑ヶ丘団地が相次いで造成され、長崎市のベッドタウンとして発展が進んだ。それでも周辺部の本川内郷・斉藤郷・岡郷などには森林や田畑が比較的多く残っている。
また、隣接する時津町と違い商業施設が非常に少ない。

## 地域

### 人口
| |                                        |  |
| 長与町と全国の年齢別人口分布（2005年） | 長与町の年齢・男女別人口分布（2005年） |  |
| ■紫色 ― 長与町 ■緑色 ― 日本全国 | ■青色 ― 男性 ■赤色 ― 女性              |  |
| 長与町（に相当する地域）の人口の推移 \| 1970年（昭和45年） \| 14,008人 \| \| \| 1975年（昭和50年） \| 18,597人 \| \| \| 1980年（昭和55年） \| 28,824人 \| \| \| 1985年（昭和60年） \| 30,896人 \| \| \| 1990年（平成2年） \| 33,640人 \| \| \| 1995年（平成7年） \| 35,377人 \| \| \| 2000年（平成12年） \| 40,356人 \| \| \| 2005年（平成17年） \| 42,655人 \| \| \| 2010年（平成22年） \| 42,535人 \| \| \| 2015年（平成27年） \| 42,548人 \| \| \| 2020年（令和2年） \| 40,780人 \| \| |                                        |  |
| 総務省統計局 国勢調査より |                                        |  |
| 1970年（昭和45年） | 14,008人                               |  |
| 1975年（昭和50年） | 18,597人                               |  |
| 1980年（昭和55年） | 28,824人                               |  |
| 1985年（昭和60年） | 30,896人                               |  |
| 1990年（平成2年） | 33,640人                               |  |
| 1995年（平成7年） | 35,377人                               |  |
| 2000年（平成12年） | 40,356人                               |  |
| 2005年（平成17年） | 42,655人                               |  |
| 2010年（平成22年） | 42,535人                               |  |
| 2015年（平成27年） | 42,548人                               |  |
| 2020年（令和2年） | 40,780人                               |  |

### 町名
嬉里郷（うれり）
自治会:皆前、嬉里中央、定林、嬉里谷、三彩
町の中央部から西部。西側は住宅地が山裾に広がり、東側にも住宅地が広がり、町役場をはじめとした公共施設が並ぶ。
岡郷（おか）
自治会:舟津(長与川右岸)、佐敷川内、前田川内浜崎、岡中央、馬込一本松、塩床、川頭、岡岬、嬉里谷(ごく一部)、三彩(ごく一部)
琴ノ尾岳の西麓に位置し、大村湾に突出する半島状の地形が広がる。斉藤郷の崎野との間に長与港がある。中央部の満永周辺に埋立地があり、長与総合公園などの公共施設が並ぶ。国道207号沿いに集落が並び、浜崎は区画整理が行われており、住宅が多く立ち並ぶが、他の集落、特に半島部は人家もまばらである。ミカン、イチジク、ビワを生産する。また、堂崎には三菱重工業長崎造船所があり、釣りの適地でもある。
高田郷（こうだ）
自治会:日当野、道の尾、高田越、百合野、百合野第1、百合野第2、東高田、下高田、西高田、南陽台、フォーレツインキャッスル、辻後(ごく一部)
ほとんどが山地で、その谷間に県道33号や長崎本線が通り、古い集落が並ぶが、山地を切り崩した新興住宅地が多くみられる。また、長崎市に接する道の尾地区にも百合野団地をはじめとした住宅地が多くみられる。長崎市立長崎商業高校は、敷地の半分以上が当郷に属する。長崎本線は高田駅・道ノ尾駅がある。長与南小学校・高田小学校・高田中学校・長崎北陽台高校がある。
斉藤郷（さいとう）
自治会:舟津(長与川左岸)、上斉藤、毛屋白津
北西部。西側は時津町西時津郷と共に崎野半島を形成する。半島の付け根に長与港があり、長崎空港行きの定期船が出ていたが休止している。ミカン畑・水田が見られる。長与北小学校がある。
平木場郷（ひらこば）
自治会:上平、下平
ほとんどが山地。自治会は上記の通りだが、平木場・枯木尾・隠川内・山田の各集落がある。ミカンなどを生産する。洗切小学校がある。
本川内郷（ほんがわち）
自治会:木場、大越、横平、下平(ごく一部)
琴ノ尾岳の南側の山地。長与川の上流域にあり、長与ダムがある。かつてスイッチバックがあったことで知られる長崎本線本川内駅（読みは『ほんかわち』）がある。ミカンなどを生産する。
丸田郷（まるた）
自治会:南田川内、丸田谷、丸田アパート、内園(ごく一部)、皆前(ごく一部)
丸田岳南西麓に広がる地域。ミカンなどを生産するが、低地は中尾団地(内園自治会管内)や丸田アパートなどの住宅がある。長与中学校がある。
三根郷（みね）
自治会:三根、ニュータウン東、ニュータウン中央、緑が丘西、緑が丘東
西部の長与川流域は平地があり、水田やブドウ畑があるが、南部の山地は長与ニュータウンが広がる。また、北部には長与緑ヶ丘団地がある。これらの団地以外は住宅はまばらである。
吉無田郷（よしむた）
自治会:内園、ニュータウン西、池山、井手本、辻後、青葉台、サニータウン南、サニータウン北、サニータウン東、南陽台(ごく一部)
北部は長与駅周辺、また嬉里郷から続く市街地により、都市化が進んでいる。南部の山地には青葉台、長崎サニータウンなどの住宅団地が広がり、高田郷・まなび野、長崎市女の都と合わせて住宅団地が密集する地域であり、人口も多い。また、東部には三根郷から続く長与ニュータウンの一部がある。長与第二中学校がある。
まなび野1-3丁目（まなびの）
自治会:まなび野西、まなび野東
2001年、吉無田・高田より分離独立し発足。地番整理区域で、1丁目から順に、4,34,35街区。1丁目は長崎県立大学シーボルト校の敷地がほぼ全域を占めている。2丁目・3丁目は新興住宅地「アカデミーヒルまなび野」が占めており、商店が数か所ある以外は住宅地である。
北陽台1-2丁目（ほくようだい）
自治会:北陽台
2017年3月4日、榎の鼻土地区画整理事業の整理地を、高田・嬉里より分離独立する形で発足。地番整理区域で、1丁目から順に、5,38街区。1丁目はイオンタウンがあり、公共施設等が整備中である。2丁目は新興住宅地「ヴューテラス北陽台」が占めている。

## 歴史
北東端の堂崎では約2万年前の旧石器時代の石器が出土している。この頃は現代より海水面が低く、大村湾は海ではなく盆地だったと考えられている。また、石器の原料である黒曜石やサヌカイトは針尾島や北松浦半島で産出することから、移動もしくは交易があったと推定されている。

### 近現代

#### 明治
- 1907年（明治40年） - 長与村役場庁舎が嬉里郷636で落成。

#### 昭和
- 1958年 （昭和33年） 7月13日 - 役場本庁舎が建て替えられ、新庁舎で業務開始[注釈 1]。
- 1968年（昭和42年）- 公募により村章を制定[注釈 2]。
- 1969年（昭和44年）1月1日 - 町制施行して、長与町となる。
- 1973年 (昭和48年) 7月20日　- 公募により町花・町木（うめ)を制定。
- 1982年（昭和57年）
  - 4月30日 - 人口3万人到達。
  - 7月23日 - 1時間最大雨量187mmを役場雨量計で記録。日本での観測史上最大値（長崎大水害）。
- 1988年 （昭和63年） 5月30日 - 役場本庁舎が、現在地（嬉里郷659-1）[注釈 3]に新築移転、新庁舎での業務開始。

#### 平成
- 1989年 （昭和64年/平成元年）
  - 町制施行20周年。
  - 11月3日 - 長与町歌（『明日をひらく』作詞：山田喜孝、作曲：指方浩）を制定、発表。
- 1997年（平成9年）
  - 5月19日 - アメリカ合衆国コネチカット州ウェザーズフィールド町[注釈 4]と姉妹都市締結。
- 1999年（平成11年）
  - 町制施行30周年。
  - 長与町のマスコットキャラクター（みっくん）が決定。
  - 人口4万人到達。
- 2002年（平成14年）10月 - 西彼中部三町（時津町・長与町・琴海町[注釈 5]）合併協議会が発足。
- 2004年（平成16年）12月 - 合併協議会を離脱し、協議会は解散。3町の平成の大合併は実現しなかった。

- 2010年（平成22年）
  - 4月 - パスポート業務が長崎県から長与町に移管。これに伴い、長与町民は長与町役場でパスポートの申請・受け取りができるようになった[1][2]。
  - 7月 - アメリカコネチカット州の姉妹都市ウェザーズフィールド町と学校間パートナーシップを締結。
    - ウェザーズフィールドの公立小学校より、教諭が長与町を訪問[3][注釈 6]。
- 2011年（平成23年）
  - 3月22日 - 水道局が、現在地に新築移転、新庁舎での業務開始[4]。

### 行政区域の変遷
- 1871年（明治4年）
  - 旧暦7月14日（8月29日） - 廃藩置県により、大村県の管轄となる。それまでは大村藩領だった。
この時、高田村が廃され長与村に合併。高田郷となる。
  - 旧暦11月14日（12月25日） - 第1次府県統合により、長崎県の管轄となる。
- 1878年（明治11年）
  - 10月28日 - 郡区町村編制法の長崎県での施行により、彼杵郡の区域の内、西彼杵半島並びに周辺島嶼部の区域、長崎半島並びに周辺島嶼部の区域及び高来郡の区域の一部をもって、行政区画としての西彼杵郡が発足する。
- 1879年 (明治12年) - 長与村が南北の区域に分割される。
- 1880年 (明治13年) - 南北の区域が合併して、長与村が発足する。
- 1889年（明治22年）4月1日 - 町村制の施行により、長与村の区域をもって、長与村が発足する。
- 1969年（昭和44年）1月1日 - 町制施行して、長与町となる。
- 2001年（平成13年）- 町界町名変更により吉無田郷及び高田郷の区域の一部より分立して、まなび野一丁目-三丁目を新設する。地番整理を実施。
- 2017年（平成29年) 3月3日 - 榎の鼻土地区画整理事業の換地処分[5]。翌3月4日[6]、換地処分の対象地（嬉里郷と高田郷の一部に跨っていた）に、町界町名変更により北陽台一丁目-二丁目を分立し、地番整理を実施[7]。

## 町の行政

### 町長
代の数え方は長与町ウェブサイトに準拠（長与村発足時（1889年）に村長となった川添又右衛門を初代とし、町制施行後も代を重ねている）。
- 第13代町長　吉田愼一　（在任期間　2012年5月5日-現職、2期目)
  - 元NBC長崎放送社員。第11代町長、吉田安親の長男[9]。
  - 2012年の町長選挙で、現職の葉山友昭との選挙戦を制し、町長に就任[10]。
町長選での新人の当選（現職の落選）は町制施行後初。
  - 2016年、無投票再選[11]

- 第12代町長　葉山友昭　（在任期間　2000年5月5日-2012年5月4日)
  - 元町職員（2000年2月の退職時点では収入役を勤めていた）[12]。
  - 2008年、2期目の任期満了に伴う町長選で、福岡市在住の新人が立候補。
長与村時代の1964年の村長選を最後に、立候補者１名の無投票選出が続いていたため、44年ぶり（町長選としては初）の、首長を選出する選挙戦となった[13]。

- 第11代町長　吉田安親　（在任期間　1972年5月5日-2000年5月4日)

- 第10代村長・町長　近藤近　（在任期間　1956年5月5日-1972年5月4日)
  - 在職中の1969年に町制施行。

### 町議会
- 長与町議会 定数 16
  - 現在の定数は、2015年4月26日投開票の町議会一般選挙以降のもの。
上記以前の定数は20だったが、2012年10月16日の町議会臨時会で定数の4減が可決[14]。議員定数条例の改正を求めた、住民団体の直接請求による[15]。

### 組織
2016年4月1日現在
- 議会
  - 事務局
    - 議事課
- 町長
  - 副町長
    - 総務部 - 総務課、情報管理室、秘書広報課、契約管財課、地域安全課
    - 企画財政部 - 政策企画課、財政課、税務課、収納推進課
    - 住民福祉部 - 福祉課、こども政策課、住民環境課
    - 健康保険部　- 健康保険課、介護保険課
    - 建設産業部 - 土木管理課、都市計画課、産業振興課
    - 会計担当者 - 会計課
    - 水道局 - 水道課、下水道課
- 教育委員会
  - 教育長
    - 事務局-教育総務課、学校教育課、生涯学習課
- 農業委員会
- 選挙管理委員会
- 監査委員

### 庁舎
- 長与町役場（本庁／長与町嬉里郷659-1）[18]
  - 1階 - 総合案内・住民環境課（パスポート窓口[1]）・こども政策課・福祉課・健康保険課・介護保険課・会計課
  - 2階 - 福祉課（臨時給付金対策係）・農業委員会・産業振興課・土木管理課・都市計画課・生涯学習課・学校教育課・教育総務課
  - 3階 - 税務課・収納推進課・契約管財課・財政課・政策企画課・情報管理室・総務課・選挙管理委員会・地域安全課・秘書広報課
  - 4階 - 議会事務局・監査事務局・議場
- 長与町水道局（本庁と同敷地、別棟[19]）
  - 2階 - 水道課・下水道課

### マスコットキャラクター
- 「みっくん」- 長与町の名産である「みかん」をモチーフにしたキャラクター。1999年（平成11年）町制施行30周年を機に制作された。

### 友好都市
- ウェザースフィールド町（コネチカット州、アメリカ合衆国）- 1999年（平成11年）締結。

### 消防
常備消防はなく、消防業務を長崎市に委託。町内に消防施設はなく、隣の時津町の出張所から出動する。
- 長崎市消防局
  - 北消防署 (長崎市)
    - 浜田出張所（時津町）

### 水道・下水道
- 長与町水道局（嬉里郷）
  - 長与浄化センター（岡郷）
  - 第1浄水場（嬉里郷）
  - 第2浄水場（三根郷）

### ごみ処理
- クリンパーク長与

## 県の行政

### 県議会
- 長崎県議会 西彼杵郡選挙区（長与町・時津町合わせて）定数2

### 県の機関・県行政の所管
- 長崎振興局（事務局は長崎市大橋町）
  - 建設部長与都市開発事業所（高田郷）
  - 保健部（西彼保健所）（長崎市滑石）
  - 税務部（長崎市勝山町）
  - 水産業普及指導（長崎市多以良町）
- 県央振興局（諫早市）
  - 農林部

### 警察
- 長崎県警察
  - 時津警察署
    - 長与交番
    - まなび野交番

## 国の行政

### 衆議院
- 任期 ： 2017年（平成29年）10月22日 - 2021年（令和3年）10月21日（「第48回衆議院議員総選挙」参照）

| 選挙区                                                                                        | 議員名   | 党派名     | 当選回数 | 備考   |
| --------------------------------------------------------------------------------------------- | -------- | ---------- | -------- | ------ |
| 長崎県第2区（長与町、長崎市（旧琴海町・外海町域）、島原市、諫早市、雲仙市、南島原市、時津町） | 加藤寛治 | 自由民主党 | 3        | 選挙区 |

## 産業
- 住宅地の周辺では農業が行われ、ミカンの栽培が盛んである。『大日本篤農家名鑑』によれば、長与村の篤農家は、「尾道政太郎、木本直吉、廣瀬直市、藤田佐吉、中川澄」などがいた[20]。北部では大村湾での漁業も行われており、ナマコやカキなどが漁獲される。

## 企業
- 長与町に本社を置く企業
  - メモリードグループ（総合本部）- 冠婚葬祭、ホテル業[21]
  - チョープロ - LPガス小売・卸売等

## 金融
- 銀行
  - 十八親和銀行長与支店、長与中央支店
  - 長崎銀行長与支店
- 信用金庫
  - たちばな信用金庫長与支店
- 信用組合
  - 長崎三菱信用組合長与支店
- 郵便局（ゆうちょ銀行）
  - 郵便物の集配業務は、時津町にある西彼杵郵便局が行っている。
  - 無集配局 - 長与郵便局（吉無田郷）、長与嬉里郵便局、長与高田郵便局、長崎女の都[注釈 7]郵便局
  - 簡易郵便局 - 長与ニュータウン簡易郵便局
- 農業協同組合（JAバンク）
  - 長崎西彼農業協同組合長与支店

## 教育

### 大学
- 長崎県立大学シーボルト校（旧・県立長崎シーボルト大学、まなび野）

### 専門学校
- 長崎県立長崎高等技術専門校（高田郷）

### 高等学校
- 長崎県立長崎北陽台高等学校（高田郷）
- 長崎市立長崎商業高等学校（長崎市泉町と長与町高田郷にまたがっている。）[注釈 8]

### 中学校
町立
- 長与中学校（丸田郷）
- 長与第二中学校（吉無田郷）
- 高田中学校（こうだ、高田郷）

### 小学校
町立
- 長与小学校（嬉里郷）
- 長与北小学校（斉藤郷）
- 洗切小学校（あらいきり、平木場郷）
- 長与南小学校[注釈 9]（高田郷東部）
- 高田小学校（こうだ、高田郷西部）

### 幼稚園
私立
- あやめ幼稚園（学校法人西成学園、嬉里郷）
- フレンド幼稚園（学校法人おおとり学園、高田郷）

### 保育所・こども園
町立
- 高田保育所（高田郷）

私立（認可）
- 長与保育園（社会福祉法人みのり会、嬉里郷）
- めぐみ保育園（同上、吉無田郷）
- のぞみ保育園（同上、三根郷）
- わかば保育園（同上、嬉里郷）
- 道の尾保育園（同上、高田郷）
- あじさい保育園（社会福祉法人野の花会、吉無田郷）
- ひかり保育園（社会福祉法人宝子会、岡郷）
- おおとり保育園（社会福祉法人髙月会、高田郷）
- 上長与こども園（学校法人上長与学園、吉無田郷）

私立（認可外）
- フレンド Kids Land（高田郷）
- 長与きらきら保育園（吉無田郷）

### 障害者通所施設
- ほほえみの家(長与町社会福祉協議会、高田郷)
  - 同じ建物内に、長与町子育て支援センターおひさま広場(町立で、高田保育所が所管)が存在する。

### その他の教育・文化施設
図書館
- 長与町立長与図書館（嬉里郷）[注釈 10]
  - 1984年7月巡回を開始した、自動車文庫ほほえみ号が由来[注釈 11]。1988年の長与町役場本庁舎の移転後、旧本庁舎を改装し、1989年4月に開館。
  - 同じ建物の3階には、健康センターが2004年3月まで存在していた。その後は長与町水道局が入り、2011年3月まで存在していた。

ホール
- 長与町民文化ホール（吉無田郷）

公民館・集会所
- 長与町立長与町公民館（嬉里郷）
- 長与町立高田地区公民館（高田郷）
- 長与町立上長与地区公民館（平木場郷）
- 長与町勤労青少年ホーム（嬉里郷）
- 長与町働く婦人の家（丸田郷）
- 長与北部地区多目的研修集会施設（岡郷）
- 長与町宿泊研修施設「つどいの家」（岡郷）
- 長与駅コミュニティホール（吉無田郷）
- 長与町ふれあいセンター・長与町健康センター(高田郷)
  - 体育館を備える(使用希望者はふれあいセンターに申込)
  - 2001年3月まで長崎県立長崎高等技術専門校の校舎・体育館として使用されていた。
町が取得して改装し、2004年4月1日より現施設を開設。旧校舎の1～2階部分がふれあいセンターで、3～4階が健康センターとなっている[22]。
- 長与南交流センター（吉無田郷）

公園・スポーツ施設
- 中尾城公園（吉無田郷）
  - 草スキー場、モノレール[注釈 12]、スパイラルスライダー（らせん状のすべり台）等を備える。
  - 2015年7月19日、当時11歳の利用者がスパイラルスライダーで遊戯中に負傷する事故が発生。翌年、町は、損害賠償約403万円の支払いを町議会に提案。可決され和解が成立した。この事故でスライダーの使用は休止されている[23]。
2017年10月時点で使用再開時期は未定[24]。
- 琴の尾公園（本川内郷）- 琴の尾岳山頂
- 扇塚公園（本川内郷）- 扇塚峠、琴の尾岳中腹
- 鍋石公園（岡郷）
- 天満宮公園（高田郷）
- 潮井崎公園（岡郷）
- 和三郎憩いの広場（岡郷）
- 長与町総合公園（岡郷）
  - 長与町民体育館、ふれあい広場、運動広場、テニス広場、水泳プール、すもう広場を備える。
- 長与シーサイドパーク(岡郷)
  - フットサルコート、イベント広場、ミニイベント広場、多目的広場を備える。
- 長与町武道館（嬉里郷）
- 上長与体育館（平木場郷）
- 長与町海洋スポーツ交流館(斉藤郷)

## 交通

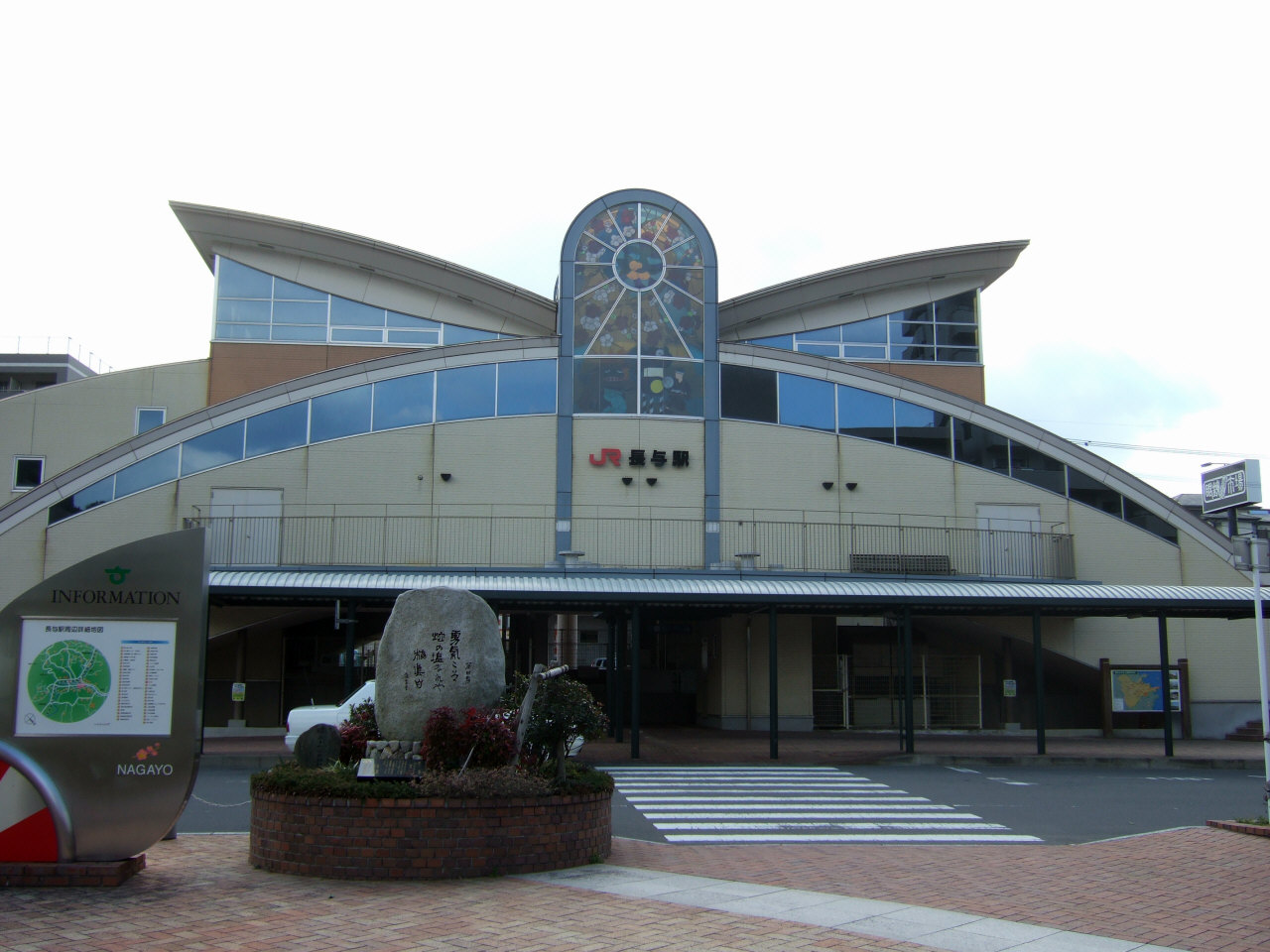
長与駅

### 空路
- 最寄り空港は長崎空港。

### 航路
- 大村湾観光汽船（安田産業汽船の子会社）高速船
  - 乗り場 - 長与港（種類-地方港湾／場所-斉藤郷）
  - 行き先（片道の所要時間）
    - 大村競艇場[注釈 13]
    - 以前は長与港・長崎空港間の航路（約25分）が存在したが、2013年1月末で運休となった。

### 鉄道
- 九州旅客鉄道（JR九州）・長崎本線（長与支線）
  - 本川内駅 - 長与駅 - 高田駅 - 道ノ尾駅
  - 長与川上流から支流の高田川に沿って、東部から南部へ走る。中心駅は長与駅であり、折り返し長崎駅方面への区間列車が設定されている。

### バス路線
- 長崎自動車（長崎バス）- 長与町内のほとんどの路線を担当している。
  - 長崎市中心部と結ぶ便
    - 満永・堂崎[注釈 14]・多良見大浦[注釈 15] - 長崎新地ターミナル
      - 北部（岡郷）・中心部（嬉里郷）・南部（高田郷県道33号沿い）・道ノ尾・住吉・松山町・長崎駅前・大波止・中央橋を経由。
      - 長崎市中心部への通勤者のために、川平有料道路・長崎バイパス経由の便もある。

    - 本川内・琴の尾登口 - 長崎新地ターミナル
      - 東部（本川内郷・平木場郷）・南部（三根郷・吉無田郷・高田郷）・道ノ尾・住吉・松山町・長崎駅前・大波止・中央橋を経由。

    - サニータウン・緑ヶ丘団地・長与ニュータウン - 長崎新地ターミナル
      - 南部（三根郷・吉無田郷・高田郷県道113号沿い）・昭和町・住吉か純心校前・松山町・長崎駅前・市役所か大波止・中央橋を経由。

    - ミニバス「ゆりちゃん」 百合野病院（高田郷）- 長崎市立江平中学校前
      - 百合野団地・道ノ尾・住吉・昭和町・本原一丁目・浦上天主堂・江平中学校前

    - マイクロバス 長崎市住吉 - 西崎団地
      - 道ノ尾温泉前（高田郷）を経由する。

  - 時津町と結ぶ便
    - 長与ニュータウン - 時津 ・長崎市琴海方面
      - 南部（三根郷・吉無田郷[注釈 16]・「シーボルト校」・高田郷の南陽台）・中心部（嬉里郷）・国道207号を経由。
      - 琴海(長浦)・時津発の便は夕方のみ、長与発の便は早朝・夕方のみの数少ない便である。（平成23年4月現在）

    - ミニバス「みかんちゃん」長与ニュータウン（長与NT）- 上横尾（長崎市）
      - 中心部（長与町役場）・溝川・西時津・時津町役場・時津・左底（さそこ）を経由する。

- 長崎県交通局（長崎県営バス）
  - 高田郷に長与営業所、吉無田郷に車庫を置く。長与町南部の吉無田郷（サニータウン）・高田郷の一部などの地域と長崎市内を結ぶ路線を運行している。
    - サニータウン（吉無田郷）- 網場[注釈 17]・春日車庫前（東長崎）
      - 浦上貯水池・昭和町・本原一丁目・松山町・長崎駅前・長崎市役所前[注釈 18]・中央橋・諏訪神社前・蛍茶屋・長崎ペンギン水族館を経由。

    - サニータウン（吉無田郷）- 中央橋（長崎市中心）
      - 浦上貯水池・昭和町・本原一丁目[注釈 19]・松山町・長崎駅前・長崎市役所[注釈 20]を経由。

    - 長与駅西口 - まなび野団地 - 県立大学シーボルト校 - 商業入口 - 長崎駅前
      - 西山バイパス・大波止を経由。平日長崎駅前方面行き7本（うち2本は商業入口まで）、長与駅西口行き6本。土日休日は運行なし。

    - 長崎県立大学シーボルト校 - まなび野団地 - 長与駅西口 - サニータウン（吉無田郷） - 長崎東中学校・高校
      - 浦上貯水池・昭和町・フランシスコ病院・三原団地・西山台団地を経由。長崎東中学校・高校への登校便平日・土曜日1本、下校便平日2本、土曜日1本を運行。学校休日は運休する。学生専用ではなく一般客も利用可。

### 道路
- 有料道路
  - 川平有料道路 11-5 長与ランプ - 長崎バイパスへ
- 一般国道
  - 国道207号 - 西部から北部の大村湾沿岸を通り多良見・諫早へ
- 主要地方道
  - 長崎県道33号長崎多良見線 - 中心部から東部・多良見へ
  - 長崎県道45号東長崎長与線 - 中心部から南部・東長崎へ
- 一般県道
  - 長崎県道113号長与大橋町線 - 南部から長崎市街地北部へ

## 名所・旧跡・観光スポット・祭事・催事
- 崎野の鼻
- 堂崎鼻
- 長与港
- 中尾城公園
- 長与ダム（本川内郷） - 1985年（昭和60年）完成。管理者は長崎県
- 琴ノ尾岳
- 和三郎憩いの広場（和三郎公園） - 長与町のほか、長崎市近郊では数少ない桜の名所。桜の期間のみ長崎自動車の臨時停留所が設置される。

### 温泉
- 道ノ尾温泉（高田郷）
- 百合野温泉（高田郷）
- 長与温泉（岡郷）
- 丸田温泉（丸田郷） - 老人福祉センター「丸田荘」内。

## 出身・ゆかりのある人物
- 石橋竜史（フリーアナウンサー、広島市議会議員）[25] - 母方の実家が長与町[25]。
- 長崎亭キヨちゃんぽん（お笑いタレント） - 長与町幸福の黄色い大使[26]。